# Indigo (álbum de Chris Brown)
Indigo é o nono álbum de estúdio do cantor e compositor estadunidense Chris Brown. Foi lançado em 28 de junho de 2019 pela editora discográfica RCA Records. O álbum marca o segundo álbum duplo da carreira do artista e é a sequencia de Heartbreak on a Full Moon, lançado em 2017.  Brown se afiliou e trabalhou com diversos produtores, incluindo Smash David, Soundz, Hitmaka, Boi-1da, Scott Storch, OG Parker e muitos outros. O álbum conta com diversas participações especiais de artistas urbanos e pop , incluindo Nicki Minaj, G-Eazy, Tory Lanez, Tyga, Justin Bieber, Juicy J, Juvenile , H.E.R., Tank, Lil Jon, Lil Wayne, Joyner Lucas, Gunna, Trey Songz. e Drake.
O álbum estreou em número um na Billboard 200 dos EUA, tornando-se seu terceiro álbum número um naquele país. Seis singles oficiais foram lançados pela Indigo , incluindo: "Undecided", "Back to Love", "Wobble Up", com participação de Nicki Minaj e G-Eazy , "No Guidance", com participação de Drake , e "Heat", com participação de Gunna. "No Guidance" se tornou a música de maior sucesso do álbum na Billboard Hot 100, chegando ao número 5 e liderando a parada Rhythmic, até ser destronada pelo single seguinte lançado, "Heat", no primeiro lugar. Em 2022, a música "Under the Influence", contida na edição estendida do álbum, tornou-se um grande sucesso. A música foi lançada oficialmente como single, cerca de três anos depois de seu lançamento original.

## Antecedentes e Gravação
O inicio de trabalho de Indigo foi em agosto de 2018, no final da turnê "Heartbreak on a Full Moon", sendo "Undecided " a primeira música composta seguindo a idealização do álbum. O álbum foi totalmente gravado e mixado no Calabasas Sound em Los Angeles , com exceção de "Undecided", sendo gravado e mixado no estúdio caseiro de Brown, denominado CBE Studios. 

Antes de seu lançamento, o cantor disse que Indigo se concentraria em "energia, amor, luz e felicidade", dizendo que isso o lembrava de seus álbuns anteriores Chris Brown , Graffiti e F.A.M.E.  Brown explicou o título do álbum durante uma live no Instagram , dizendo:
A cor índigo é um símbolo de espiritualidade e despertar interior, e para o álbum compus diversas músicas intituladas por cores que representam a emoção dessas cores, por exemplo "Vermelho" representa a raiva, mas o conceito do disco se desenvolve no significado de índigo. Também está ligado às crianças índigo, e isso explica o clima sobrenatural do álbum. 

## Lançamento e Promoção
Em janeiro de 2019, Brown anunciou um novo contrato com a mídia global internacional e sua gravadora RCA Records, tornando-se um dos artistas mais jovens a possuir seus masters aos 29 anos. Indigo foi anunciado como o primeiro álbum deste contrato, com o lançamento do primeiro single "Undecided" em 4 de janeiro de 2019.  Três dias depois, Brown declarou em um post no Instagram que seu novo álbum não seria tão longo quanto Heartbreak on a Full Moon.
Mais tarde, ele fez uma prévia e lançou o segundo single oficial do álbum, "Back to Love", em 11 de abril de 2019, obtendo uma resposta positiva de fãs e críticos em uma canção de R&B com influências de Afrobeats. Na semana seguinte ele lançou o terceiro single do álbum, " Wobble Up ", com participação de Nicki Minaj e G-Eazy, anunciando que o álbum seria lançado em junho, confirmando também um turnê de verão com Nicki Minaj, que acabou nunca acontecendo.  Em um anúncio feito em 2 de maio de 2019, Brown anunciou a lista de artistas com quem estava trabalhando para o álbum, incluindo Tory Lanez , Sage the Gemini, Tyga, Justin Bieber, Juicy J, Juvenile, H.E.R, Tank , Lil Jon, Lil Wayne, Joyner Lucas, Gunna e Drake . Algumas dessas colaborações foram surpreendentes para a mídia, especialmente para Drake, devido à sua rivalidade pública que durou vários anos.  Dois dias depois ele disse que Indigo seria um álbum de 30 faixas, em referência ao seu 30º aniversário. Em 8 de junho, Brown lançou "No Guidance" com Drake como single.  Ela estreou no nono lugar na Billboard Hot 100 dos EUA , tornando-se a 15ª música de Chris Brown entre as dez primeiras.
Indigo foi lançado em 28 de junho de 2019. Após seu lançamento não foi promovido com nenhuma entrevista jornalística ou de rádio ou aparição na TV, seguindo a linha dos álbuns anteriores de Brown a não ter promoção por meio de aparições na mídia, apenas sendo impulsionado por suas contas nas redes sociais.

## Recepção da critica
| Críticas profissionais | Críticas profissionais |
| Avaliações da crítica  | Avaliações da crítica  |
| Fonte                  | Avaliação              |
| ---------------------- | ---------------------- |
| AOTY                   | 46/100                 |
| AllMusic               | [ 1 ]                  |
| HipHopDX               | 2.9/5                  |
| Slant Magazine         | [ 9 ]                  |

O álbum foi recebido com criticas mistas dos críticos musicais. Trent Clark da revista eletrônica HipHopDX elogiou o álbum pelo seu som nostálgico e pelas suas inúmeras colaborações, especialmente as de H.E.R. e Drake, mas criticou a desorganização do disco e sua longa duração. Em uma crítica positiva, Urban Islandz escreveu que: "O interprete de "No Guidance" já provou que sabe fazer discos de sucesso, e é por isso que artistas de toda a industria buscam colaborar com ele".
Andy Kellman do AllMusic afirmou que: "Não tão extravagante quanto o Heartbreak on a Full Moon, o décimo álbum de Chris Brown tem "apenas" duas horas de duração. Isso permite que o artista demonstre todo seu talento. musicas de festa, slow jams, baladas densas, canções de amor pop-R&B, das quais a última ainda combina melhor com sua voz, praticamente inalterada durante a última década"
Alexa Camp, da revista eletrônica Slant Magazine, afirmou que: "Indigo é magro em comparação a Heartbreak on a Full Moon de tinha 45 faixas, mas o ritmo pesado e a homogeneidade do álbum, ofuscam até mesmo suas poucas faixas.

## Desempenho comercial
Indigo estreou na primeira posição na Billboard 200, a principal parada musical que ranqueia os álbuns mais populares da semana no Estados Unidos, vendendo o equivalente a 108 mil copias na sua semana de estreia, marcando o terceiro álbum numero um do artista no país. O álbum acumulou 97.95 milhões de transmissões continuas nos Estados Unidos na primeira semana, distribuídos nas 32 faixas do disco. Na sua segunda semana o álbum caiu para a terceira posição da Billboard 200, vendendo o equivalente a 50 mil copias. Indigo se manteve entre os dez álbuns mais populares no Estados Unidos nas semanas seguintes.
Pouco mais de um mês após seu lançamento, Indigo gerou mais de 1 bilhão de streams.  Em 9 de dezembro de 2019, o álbum foi certificado como platina pela Recording Industry Association of America (RIAA) por vendas combinadas e unidades equivalentes ao álbum de mais de um milhão de unidades nos Estados Unidos.  Indigo foi o décimo nono álbum mais vendido do ano de acordo com a Hits , movimentou um total de 903.000 unidades equivalentes de álbum até o final de 2019, incluindo 84.000 vendas de álbuns puros, 378.000 vendas de músicas, 1.029 bilhões de áudio sob demanda. streams e 112 milhões de streams de vídeo sob demanda.  Indigo se tornou o álbum mais duradouro de Chris Brown na Billboard 200, passando mais de 100 semanas na parada. 
Na Austrália o álbum estreou na terceira posição da ARIA Albums Chart, servindo como o sexto álbum do artista a alcançar o top-dez no país. No Reino Unido o disco estreou na sétima posição da UK Albums Chart, marcando o sétimo top-dez de Brown no país.

## Lista de faixas
Créditos adaptados das notas do álbum e do Tidal.
| Disco 1        |                                                                          |         |  |
| N.º            | Título                                                                   | Duração |  |
| 1.             | "Indigo"                                                                 | 3:12    |  |
| 2.             | "Back to Love"                                                           | 3:41    |  |
| 3.             | "Come Together" (com participação especial de H.E.R.)                    | 3:54    |  |
| 4.             | "Temporary Lover" (com participação especial de Lil Jon)                 | 3:17    |  |
| 5.             | "Emerald / Burg" (com participação especial de Juvenile e Juicy J)       | 6:39    |  |
| 6.             | "Red"                                                                    | 3:38    |  |
| 7.             | "All I Want" (com participação especial de Tyga)                         | 3:33    |  |
| 8.             | "Wobble Up" (com participação especial de Nicki Minaj e G-Eazy)          | 3:41    |  |
| 9.             | "Need a Stack" (com participação especial de Lil Wayne and Joyner Lucas) | 5:28    |  |
| 10.            | "Heat" (com participação especial de Gunna)                              | 3:52    |  |
| 11.            | "No Guidance" (com participação especial de Drake)                       | 4:22    |  |
| 12.            | "Girl of My Dreams"                                                      | 3:22    |  |
| 13.            | "Natural Disaster / Aura"                                                | 5:03    |  |
| 14.            | "Don't Check on Me" (com participação especial de Justin Bieber and Ink) | 3:24    |  |
| 15.            | "Sorry Enough"                                                           | 4:25    |  |
| Duração total: | Duração total:                                                           | 61:28   |  |

| Disco 2        |                                                    |         |  |
| N.º            | Título                                             | Duração |  |
| 16.            | "Juice"                                            | 3:25    |  |
| 17.            | "You Like That"                                    | 3:04    |  |
| 18.            | "Troubled Waters"                                  | 3:13    |  |
| 19.            | "Take a Risk"                                      | 3:32    |  |
| 20.            | "Lurkin" (com participação especial de Tory Lanez) | 2:49    |  |
| 21.            | "Trust Issues / Act In"                            | 4:58    |  |
| 22.            | "Cheetah"                                          | 2:35    |  |
| 23.            | "Undecided"                                        | 3:05    |  |
| 24.            | "BP / No Judgement"                                | 6:20    |  |
| 25.            | "Side Nigga"                                       | 3:55    |  |
| 26.            | "Throw It Back"                                    | 3:06    |  |
| 27.            | "All on Me"                                        | 3:51    |  |
| 28.            | "Sexy" (com participação especial de Trey Songz)   | 4:18    |  |
| 29.            | "Early 2K" (com participação especial de Tank)     | 3:46    |  |
| Duração total: | Duração total:                                     | 51:57   |  |

| Faixas bônus   |                    |         |  |
| N.º            | Título             | Duração |  |
| 30.            | "Dear God"         | 4:02    |  |
| 31.            | "Part of the Plan" | 3:03    |  |
| 32.            | "Play Catch Up"    | 3:00    |  |
| Duração total: | Duração total:     | 62:02   |  |

Faixas da versão Deluxe
| Nº  | Título                                                                                           | Duração |
| --- | ------------------------------------------------------------------------------------------------ | ------- |
| 1.  | "Lower Body" (com participação de Davido )                                                       | 3:03    |
| 2.  | "Overtime"                                                                                       | 4:35    |
| 3.  | "Under the Influence"                                                                            | 3:04    |
| 4.  | "Outy When I Drive / Blamed" (com participação de Rich the Kid , Yella Beezy e Sage the Gemini ) | 6:30    |
| 5.  | "Nose Dive" (com participação de DaniLeigh )                                                     | 3:18    |
| 6.  | "Flashbacks"                                                                                     | 2:52    |
| 7.  | "Problem with You"                                                                               | 2:14    |
| 8.  | "Going at It"                                                                                    | 2:48    |
| 9.  | "Tecnology"                                                                                      | 3:28    |
| 10. | "Tell Me How You Feel" (com participação de Tory Lanez )                                         | 3:29    |

## Créditos
Créditos adaptados das notas do álbum e do Tidal.
| Instrumentação - Happy Perez - guitarra (faixa 2) - Xeryus Gittens - guitarra (faixa 6) - Todd Norman - percussão (faixa 6) - Nicholas Carter - percussão (faixa 6) - Angelo Arce - teclados (faixa 25) - Michael Washington - teclados (faixa 25) - Ervin Garcia - guitarra (faixa 25) - Giancarlo "EVO" Evola - guitarra (trilha 3) Técnico - Patrizio Pigliapoco - gravação (faixas 1–4, 6–8, 10–32), mixagem (faixas 1–8, 10, 12–32) - Josh Gudwin - gravação (faixa 14), mixagem (faixa 14) - Samuel Kalandjian - gravação (faixa 26) - Michael "Crazy Mike" Foster - gravando para Juicy J (faixa 5) - Christian "CQ" Quinonez - gravação e mixagem para Tyga (faixa 7) - Aubry "Big Juice" Delaine - gravação e mixagem para Nicki Minaj (faixa 8) - Dakarai - gravação e mixagem para o G-Eazy (faixa 8) - Matthew Testa - gravando para Lil Wayne (faixa 9) - Brian Eisner - gravação para Joyner Lucas (faixa 9) - Noel Cadastre - gravando para Drake (faixa 11) - Josh Gudwin - gravação e mixagem para Justin Bieber (faixa 16) - Ruben Rivera - gravação para Tank (faixa 29) | - Noah "40" Shebib - mixagem (faixa 11) - Chris Athens - masterização (faixas 1, 3–7, 9–22, 24–32) - Randy Merrill - masterização (faixas 2, 8, 23) - Molho Miyagi - engenharia (faixas 3, 15) - Ben "Bengineer" Chang - assistente de engenharia (faixas 2, 8) - Sourwavez - assistente de engenharia (faixa 20) - Ashley Jackson - assistente de engenharia (faixas 4-6, 10, 12-19, 21-28, 31) - Brian Chew - assistente de engenharia (faixas 1, 3, 30, 32) - Elijah Marett-Hitch - assistente de engenharia (faixa 16) - Todd Robinson - engenharia adicional (faixa 23) - Omar Loya - engenharia vocal para HER (faixa 3) - Miki Tsutsumi - engenharia vocal para HER (faixa 3) - Alex Pyle - assistente de engenharia vocal para HER (faixa 3) Gerencial - Chris Brown - direção criativa - Courtney Walter - direção criativa, direção de arte, design - Miosge - direção criativa, fotografia - Saturno - ilustração da capa - Jeff Cole - ilustração da capa traseira - Circle Circle Math - ilustrações internas - Sarper Baran - ilustrações internas |

## Desempenho nas paradas musicais
| Gráficos (2019–2022)                    | Melhor posição |
| --------------------------------------- | -------------- |
| Alemanha (Offizielle Deutsche Charts)   | 31             |
| Austrália (ARIA)                        | 3              |
| Austrália (ARIA Urban Albums)           | 1              |
| Áustria (Ö3 Austria Top 40)             | 31             |
| Bélgica (Ultratop Flandres)             | 22             |
| Bélgica (Ultratop Valônia)              | 101            |
| Canadá (Billboard)                      | 2              |
| Coréia do Sul (Gaon)                    | 76             |
| Dinamarca (Hitlisten)                   | 8              |
| Escócia (Official Scottish Albums)      | 37             |
| Espanha (PROMUSICAE)                    | 23             |
| Estados Unidos (Billboard 200)          | 1              |
| Estados Unidos (Top R&B/Hip Hop Albums) | 1              |
| Estados Unidos (Rolling Stone Top 200)  | 1              |
| Finlândia (Suomen virallinen lista)     | 47             |
| França (SNEP)                           | 29             |
| Irlanda (IRMA)                          | 23             |
| Itália (FIMI)                           | 60             |
| Nigéria (TurnTable Top 50 Albums)       | 24             |
| Nova Zelândia (RMNZ)                    | 3              |
| Noruega (VG-lista)                      | 13             |
| Países Baixos (Dutch Charts)            | 11             |
| Portugal (AFP)                          | 11             |
| Reino Unido (Official Albums Chart)     | 7              |
| Reino Unido (UK R&B Albums Chart)       | 1              |
| Suíça (Schweizer Hitparade)             | 9              |

| Gráficos (2019)                                   | Melhor posição |
| ------------------------------------------------- | -------------- |
| Austrália (ARIA)                                  | 69             |
| Austrália (ARIA Urban)                            | 16             |
| Nova Zelândia (RMNZ)                              | 33             |
| Estados Unidos (Billboard 200)                    | 37             |
| Estados Unidos (Billboard Top R&B/Hip-Hop Albums) | 18             |

| Gráficos (2020)                                   | Melhor posição |
| ------------------------------------------------- | -------------- |
| Nova Zelândia (RMNZ)                              | 45             |
| Estados Unidos (Billboard 200)                    | 51             |
| Estados Unidos (Billboard Top R&B/Hip-Hop Albums) | 35             |

| Gráficos (2022)                                   | Melhor posição |
| ------------------------------------------------- | -------------- |
| Estados Unidos (Billboard 200)                    | 189            |
| Estados Unidos (Billboard Top R&B/Hip-Hop Albums) | 80             |

| Gráficos (2010–2019)           | Melhor posição |
| ------------------------------ | -------------- |
| Estados Unidos (Billboard 200) | 180            |